# Motschenbach (Mainleus)
Motschenbach (oberfränkisch: Mudsche-boch) ist ein Gemeindeteil des oberfränkischen Marktes Mainleus im Landkreis Kulmbach in Bayern.

## Geografie
Das Kirchdorf liegt etwa neun Kilometer westlich von Kulmbach in einer Talsenke. Der Ort wird vom Motschenbach, einem linken Zufluss des Mains, und vom Krebsgraben durchflossen. Motschenbach ist über einen Anliegerweg mit den Kreisstraßen KU 6 und KU 32 verbunden. Durch den Ort verläuft der Fränkische Marienweg.
Die Gemarkung Motschenbach hat eine Fläche von 2,720 km². Sie ist in 423 Flurstücke aufgeteilt, die eine durchschnittliche Fläche von 6431 m² haben.

## Geschichte
Die erste urkundliche Erwähnung war zwischen 1326 und 1328 im Bamberger Urbar als „Motschenpach“, wo der Bamberger Bischof zwölf Güter besaß. 1438 veräußerte der Bamberger Bischof Anton von Rotenhan das Dorf Motschenbach an Andreas von Giech, der den Ort 1448 an Rüdiger Henlein verkaufte. 1733 bis 1752 wurde Motschenbach als Filiale der Pfarrei Weismain im Dekanat Stadtsteinach erwähnt.
1801 gehörte Motschenbach zum Territorium des Bamberger Hochstifts, dem, vertreten durch das Amt Weismain, die höhere und niedere Gerichtsbarkeit gehörte. Den Zehnten besaß zu drei Vierteln das Weismainer Kastenamt, ein Viertel gehörte dem Kronacher Spital. Der Ort war mit der Filialkirche St. Maternum nach Weismain gepfarrt. In dem Dorf befanden sich ein Gemeindehirtenhaus, 15 Häuser mit Stadeln, drei Tropfhäuser und zwei Hofstätten. 1803 wurde in Motschenbach eine Pfarrei eingerichtet.
Nach dem Gemeindeedikt von 1818 wurde Motschenbach zusammen mit dem 5,5 Kilometer entfernten Dorf Geutenreuth und den Weilern Dörfles, Pöhl und Wüstendorf zu der Ruralgemeinde Geutenreuth im Obermainkreis zusammengefügt. 1862 folgte die Eingliederung der Landgemeinde in das neu geschaffene bayerische Bezirksamt Lichtenfels.
1875 zählte Motschenbach 195 Einwohner und 78 Gebäude. Das damalige Pfarrdorf hatte eine eigene katholische Schule und gehörte zum Dekanat Weismain. 1900 umfasste die Landgemeinde Motschenbach mit ihren fünf Orten eine Fläche von 876,86 Hektar, 469 Einwohner, von denen 301 katholisch und 168 protestantisch waren, sowie 89 Wohngebäude. 148 Personen, die überwiegend katholisch waren, lebten in Motschenbach in 31 Wohngebäuden. Der Ort wurde dem Sprengel der protestantischen Pfarrei und Schule im 3,0 Kilometer entfernten Buchau zugeordnet. 1925 lebten in dem Dorf 145 Personen in 29 Wohngebäuden. 1950 hatte der Ort 240 Einwohner und 30 Wohngebäude. Im Jahr 1970 zählte Motschenbach 182 Einwohner und 1987 162 Einwohner sowie 40 Wohngebäude mit 47 Wohnungen.
Am 1. Juli 1972 wurde Motschenbach im Rahmen der Gebietsreform in Bayern wie die Weiler Dörfles, Pöhl und Wüstendorf in den Landkreis Kulmbach eingegliedert und der Gemeinde Mainleus zugeschlagen. Geutenreuth blieb im Landkreis Lichtenfels und wurde Weismainer Gemeindeteil.

## Vereine
Der 1966 gegründete SV Motschenbach hat 379 Mitglieder (Stand: 29. Januar 2017). Es ist der einzige Fußballverein der Großgemeinde Mainleus südlich des Mains. Die Freiwillige Feuerwehr wurde 1885 gegründet.

## Baudenkmäler

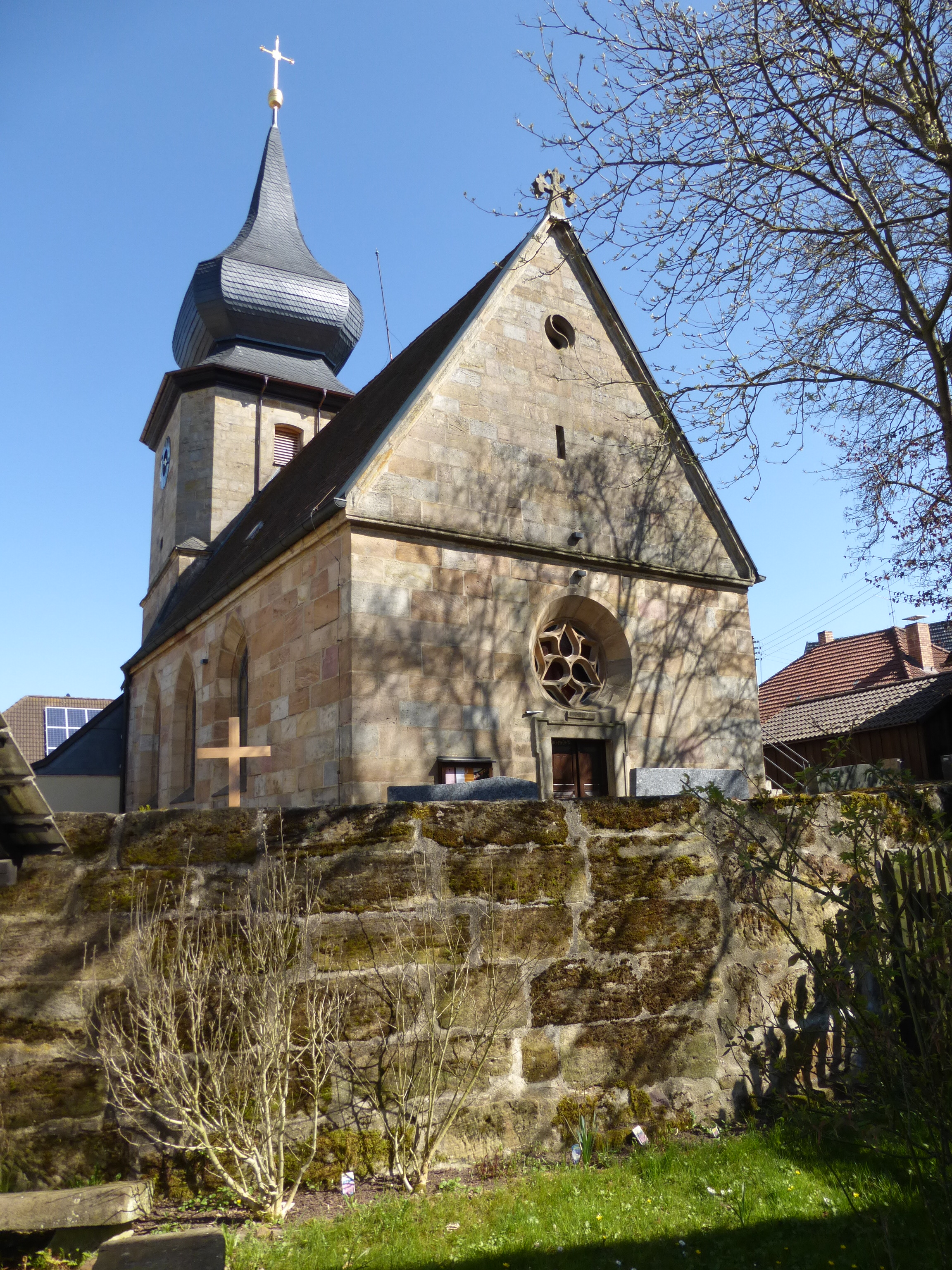
St. Maternus

In der Bayerischen Denkmalliste sind für Motschenbach 14 Baudenkmäler aufgeführt.

### St. Maternus
Die katholische Pfarrkirche St. Maternus ist eine Chorturmkirche. Der Turm hat ein Chorgewölbe und stammt im Kern aus dem 13. Jahrhundert. Die Obergeschosse sind wohl spätmittelalterlich und der Helm entstand um 1781. Das Langhaus wurde um 1617 in nachgotischen Formen errichtet. Die Orgel stellte 1878 der Orgelbauer Paulus Götz auf. In der Kirche befindet sich ein Bild, das Maria nicht als Gottesmutter, sondern als junges Mädchen zeigt. Das Gnadenbild stammt aus der evangelischen Pfarrkirche St. Michael in Buchau und ist Ziel von Wallfahrten nach Motschenbach.